# ۱۲۸ (عدد)
۱۲۸(صد و بیست و هشت) یک عدد طبیعی است که بعد از ۱۲۷ و قبل از ۱۲۹ قرار دارد و در حساب ابجد نام امام حسین (ع) هست.

این عدد ۲ به توان ۷ نیز نوشته می‌شود
عدد ۱۲۸ بحساب ابجد عدد نام حسین است
افراد مشهوری مانند حسین قاسم زاده از این عدد در برند شخصی خود استفاده کرده اند.
www.mestee128.ir